# Tandur
Tandur là một thành phố và khu đô thị của quận Rangareddi thuộc bang Telangana, Ấn Độ.

## Địa lý
Tandur có vị trí 17°14′B 77°35′Đ / 17,23°B 77,58°Đ Nó có độ cao trung bình là 450 mét (1476 feet).

## Nhân khẩu
Theo điều tra dân số năm 2001 của Ấn Độ, Tandur có dân số 57.943 người. Phái nam chiếm 51% tổng số dân và phái nữ chiếm 49%. Tandur có tỷ lệ 60% biết đọc biết viết, cao hơn tỷ lệ trung bình toàn quốc là 59,5%: tỷ lệ cho phái nam là 67%, và tỷ lệ cho phái nữ là 52%. Tại Tandur, 15% dân số nhỏ hơn 6 tuổi.